# Formaggio pecorino di Atri
Il pecorino di Atri è una varietà di formaggio pecorino tradizionale della zona di Atri, al confine fra le province di Teramo e Pescara, che è molto famoso, anche se ad oggi la sua produzione è quasi esclusivamente casalinga. Fa parte dei Prodotti agroalimentari tradizionali abruzzesi.
Le sue caratteristiche sono dettate dalla particolare cottura e dall'alimentazione degli ovini costituita dalla particolare vegetazione locale e dal clima. Si ottiene da latte intero crudo di pecora con caglio di agnello o di capretto ed è un formaggio a pasta semidura, semicruda, con occhiatura minuta e poco diffusa, con il colore che varia a seconda della stagionatura. 
Si consuma principalmente a breve stagionatura (10 giorni), la pasta bianca è così morbida da essere spalmabile, sapore vagamente acidulo e poco piccante, molto profumato.
La media stagionatura (20-30 giorni) regala una pasta di color giallo paglierino, meno morbida, dal sapore intenso e leggermente più salato.
Non rare sono le forme più stagionate, molto compatte, di sapore decisamente piccante e intenso di colore giallo più scuro e con vaghe sfumature rosa, ottimo da grattugiare.
Si è soliti conservarlo sott'olio extravergine d'oliva locale dopo averlo stagionato 40-60 giorni nella crusca o, molto più raramente, nella cenere.
Sott'olio il Pecorino di Atri si ammorbidisce acquisendo dall'olio una particolare fragranza che lo rende inimitabile; le sfumature rosa si fanno più presenti a ridosso della zona esterna.
Ormai rarissima è la versione chiamata "Marcetto", che sarebbe assolutamente vietata dalle attuali leggi sanitarie. La si ottiene lasciando attaccare forme di Pecorino di Atri a medio-alta stagionatura da larve di insetti che vi si albergano e lo marciscono. Si ottiene un prodotto dal sapore intenso e delicato, morbidissimo. Molti ricordano gli anziani rincorrere con la forchetta le saporitissime larve
.